# Campeonato do Interior Paranaense de 2014
Campeonato do Interior Paranaense de 2014 e uma competição de futebol profissional disputada pelos melhores clubes  no Campeonato Paranaense de Futebol de 2014 que não sejam da capital do estado, como o Londrina Esporte Clube e o Maringá Futebol Clube disputaram a final do Paranaense de 2014 o Prudentópolis Futebol Clube 6° colocado no Campeonato e o Rio Branco Sport Club 7° colocado disputaram a final.
No primeiro jogo da final disputado na cidade de Paranaguá no Estádio Fernando Charbub Farah o Prudentópolis Futebol Clube venceu por 2x1 o time da casa.
Já no segundo jogo, na cidade de Prudentópolis, o Prudentópolis Futebol Clube venceu por 1x0 e conquistou o título de Campeão do Interior de 2014

## Final
Primeiro jogo
| 9 de abril | Rio Branco | 1 - 2 | Prudentópolis                | Gigante do Itiberê, Paranaguá                                 |
| 20:00      | Lisa 60'   |       | 44' Wellinghton · 89' Thiago | Público: 874 Renda: R$ 13 840,00 Árbitro: Lucas Paulo Torezin |

Segundo jogo
| 12 de abril | Prudentópolis       | 1 - 0 | Rio Branco | Newton Agibert, Prudentópolis                                      |
| 19:00       | Thiago Henrique 66' |       |            | Público: 1 025 Renda: R$ 20 760,00 Árbitro: Rogério Menon da Silva |

## Campeão
| Campeonato do Interior Paranaense de 2014       |
| ----------------------------------------------- |
| Prudentópolis Futebol Clube Campeão (1º título) |